# Inari Vachs
Inari Vachs, née le 2 septembre 1974 à Détroit, est une actrice pornographique américaine.

## Biographie
Son pseudonyme se compose de Inari (dieu japonais) et Vachs pour son écrivain préféré Andrew Vachss.
Elle rentre dans l'industrie du porno en 1997 et devient très vite une célébrité. Inari est connue pour son enthousiasme et l'intensité qu'elle met durant ses scènes de sexe et de Gang bang. Elle a joué avec Lexington Steele, Sean Michaels, Andrew Blake, Ian Scott...
Elle a fait plus de 550 films.

## Récompenses
- AVN Awards
  - 2001 : Best Anal Sex Scene - Film for Facade
  - 2001 : Best Couples Sex Scene - Video for West Side
  - 2000 : Performeuse de l'année (Female Performer of the Year)[3]
- XRCO
  - 2002 : Best Girl-Girl Sex Scene for No Man's Land 33 avec Jewel De'Nyle
  - 2001 : Best Orgasmic Oralist
  - 2000 : Female Performer of the Year
  - 2000 : Best Single Performance, Actress for The Awakening
  - 2010 : XRCO Hall of Fame

Autres
- 1998 : CAVR Award - Starlet of the year
- 2000 : Night Moves Magazine "Best New Starlet"
- 2002 : Genesis Magazine "Pornstar of the Year"

## Filmographie sélective
- Whack Attack (1998)
- Taboo 17 (1998)
- Gangbang Auditions 1 (1998)
- Fuck You Ass Whores 5 (1998)
- California Cocksuckers 4 (1998)
- Blowjob Adventures of Dr. Fellatio 7 (1998)
- Pussyman's Decadent Divas 2 (1999)
- Pussyman's Campus Sluts Busted (1999)
- Pin-Ups 2 (1999)
- A Perfect Pair (1999)
- Of Time and Passion (1999)
- Nothing to Hide 3 & 4 (1999)
- No Man's Land 24 & 26 (1999)
- Memoirs of a Madam (1999)
- Little White Lies (1999)
- I Love Lesbians 6 (1999)
- Gangland 3 (1999)
- Gangbang Girl 24 (1999)
- Gallery of Sin (1999)
- Freshman Fantasies 17 (1999)
- Flesh for Fantasies (1999)
- Femme II (1999)
- Farmer's Daughters Do Hollywood (1999)
- Blown Away (1999)
- Blowjob Adventures of Dr. Fellatio 20 (1999)
- Big Tool Time 2 (1999)
- Between the Cheeks (1999)
- Bet (1999)
- Bend Over and Say Ahh! (1999)
- Backseat Driver 5 & 11  (1999)
- Awakening (1999)
- Asstroids (1999)
- Aroused (1999)
- Alexandra Silk's Silk Ties (1999)
- 2000 : No Man's Land Interracial Edition 5 (2000)
- 2000 : No Man's Land 30 (2000)
- 2001 : Hi Infidelity (2001)
- 2001 : No Man's Land 33 (2001)
- 2002 : No Man's Land 36 (2002)
- 2002 : Chasin Pink 6 (2002)
- 2003 : Life
- 2003 : Nasty As I Wanna Be: Janine
- 2004 : Bisexual Dreamgirls
- 2004 : Love Potion 69
- 2005 : Revenge of the Dildos
- 2005 : Girls Who Like Girls
- 2006 : Incredible Expanding Vagina
- 2006 : What Happens In Janine Stays In Janine
- 2007 : Girl Gangs
- 2007 : Butt I Like It
- 2008 : No Boys, No Toys 2
- 2008 : When MILFs Attack II
- 2009 : Asscar
- 2009 : Tattoo'd And Taboo'd
- 2010 : Official To Catch a Predator Parody 2
- 2010 : Harder
- 2011 : Lesbian Seductions 35
- 2011 : Kittens and Cougars 4
- 2012 : Mommy and Me 3
- 2012 : Babe Buffet: All You Can Eat
- 2013 : MILF Fest
- 2013 : MILFS Like It Big 14
- 2014 : Lovely Lesbians
- 2014 : Older/Younger: Unrefined
- 2015 : Mother's Little Fuckers
- 2017 : Anal Is How She Likes It
- 2018 : Sex Starved MILFs 4 (compilation)